# Pipí Franco
Arcadio „Pipí“ Franco (* 12. Januar 1912 in Santiago de los Caballeros; † 16. Februar 1978 in San Cristóbal) war ein dominikanischer Sänger und Komponist.
Franco trat in den 1940er Jahren mit einem der bedeutendsten Orchester der Dominikanischen Republik, dem Orquesta Presidente Trujillo unter Leitung von Luis Alberti auf. Mit Leopold Stokowski und dem All American Youth Orchestra unternahm er eine Tournee durch die USA und die Karibik. Bei dieser Konzertreise entstanden Aufnahmen, die seine Stimme international bekannt machten.
Franco komponierte eine Reihe von Stücken, die in der Dominikanischen Republik sehr populär wurden, darunter die Merengues Adios negrita (auch als Virgencita del Consuelo bekannt) und Mensaje (Arroyito cristalino). Letztere wurde für Columbia Records vom Orchester Luis Albertis auf Platte aufgenommen.